# Scandiano
Scandiano és un municipi italià, situat a la regió d'Emília-Romanya i a la província de Reggio de l'Emília. L'any 2005 tenia 23.700 habitants.

## Fills il·lustres
- Giovanni Battista Crivelli (finals segle XVI-1652), compositor madrigalista.